# Шуанляо
Шуанля́о (кит. упр. 双辽, пиньинь Shuāngliáo) — городской уезд городского округа Сыпин провинции Гирин (КНР).

## История
При империи Цин эти земли входили в состав Внутренней Монголии. В 1796 году здесь, на монгольских землях, поселились люди из рода Чжэн, образовав поселение Чжэнцзятунь (郑家屯, «посёлок семьи Чжэн»). С 1862 года монгольские правители этих мест стали привлекать сюда больше китайских переселенцев из Факу, Шэньяна и Цзиньчжоу.
После Синьхайской революции в 1913 году в этих местах были образованы уезды Ляоюань (辽源县) и Шуаншань (双山县), подчинённые провинции Фэнтянь.
В 1931 году Маньчжурия была оккупирована японскими войсками, а в 1932 году было образовано марионеточное государство Маньчжоу-го. В 1940 году власти Маньчжоу-го объединили уезды Шуаншань и Ляоюань в уезд Шуанляо провинции Сыпин.
По окончании Второй мировой войны правительство Китайской республики осуществило административно-территориальный передел Северо-Востока, и уезд Шуанляо вошёл в состав новой провинции Ляобэй. В 1949 году провинция Ляобэй была расформирована, и уезд Шуанляо вошёл в состав новой провинции Ляоси. После расформирования в 1954 году провинции Ляоси уезд Шуанляо вошёл в состав провинции Гирин.
20 мая 1996 года указом Госсовета КНР уезд Шуанляо был преобразован в городской уезд.

## Административное деление
Городской уезд Шуанляо делится на 6 уличных комитетов, 8 посёлков, 3 волости и 1 национальную волость.